# صفحه نیو هبریدز

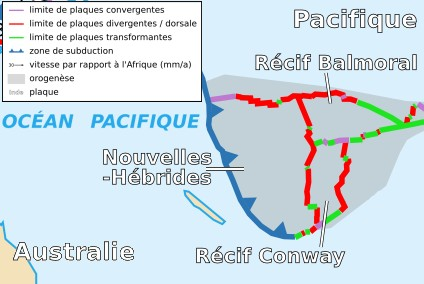
نقشه صفحه نیو هبریدز و صفحه‌های پیرامون آن (به زبان فرانسوی)

صفحه نیو هبریدز (انگلیسی: New Hebrides Plate) یک صفحه زمین‌ساختی فرعی در اقیانوس آرام است که در نزدیکی جزیره وانواتو قرار دارد. این صفحه در جنوب غربی توسط صفحه هند-استرالیا که در حال فرورانش به زیر آن است، محدود شده است. منطقه فرورانش نیو هبریدز بسیار فعال است و در ۲۵ سال گذشته بیش از ۲۰ زمین‌لرزه با شدت بزرگ‌تر از ۷ ریشتر را پدید آورده است.